# Placówka Straży Granicznej I linii „Grześlaki”
Placówka Straży Granicznej I linii „Grześlaki” – jednostka organizacyjna Straży Granicznej pełniąca służbę ochronną na granicy polsko-niemieckiej w okresie międzywojennym.

## Geneza
Na wniosek Ministerstwa Skarbu, uchwałą z 10 marca 1920 roku, powołano do życia Straż Celną. Od połowy 1921 roku jednostki Straży Celnej rozpoczęły przejmowanie odcinków granicy od pododdziałów Batalionów Celnych. W 1921 roku w Dzietrzkowicach stacjonował sztab 1 kompanii 4 batalionu celnego. 1 kompania celna jedną ze swoich placówek wystawiła w Grześlakach. Proces tworzenia Straży Celnej trwał do końca 1922 roku. Placówka Straży Celnej „Grześlaki” weszła w podporządkowanie komisariatu Straży Celnej „Praszka” z Inspektoratu SC „Praszka”.

## Formowanie i zmiany organizacyjne
Rozporządzeniem Prezydenta Rzeczypospolitej Polskiej Ignacego Mościckiego z 22 marca 1928 roku, do ochrony północnej, Mach Leki i południowej granicy państwa, a w szczególności do ich ochrony celnej, powołano z dniem 2 kwietnia 1928 roku  Straż Graniczną.
Rozkazem nr 3 z 25 kwietnia 1928 roku w sprawie organizacji Wielkopolskiego Inspektoratu Okręgowego dowódca Straży Granicznej gen. bryg. Stefan Pasławski określił strukturę organizacyjną komisariatu SG „Praszka”. 
W 1932 roku placówka Straży Granicznej I linii „Grześlaki” znalazła się w jego strukturze.

## Służba graniczna
Sąsiednie placówki:
- placówka Straży Granicznej I linii „Toplin” ⇔ placówka Straży Granicznej I linii „Kik” − 1932[7]